# 圣萨尔瓦多·德拉蓬塔城堡

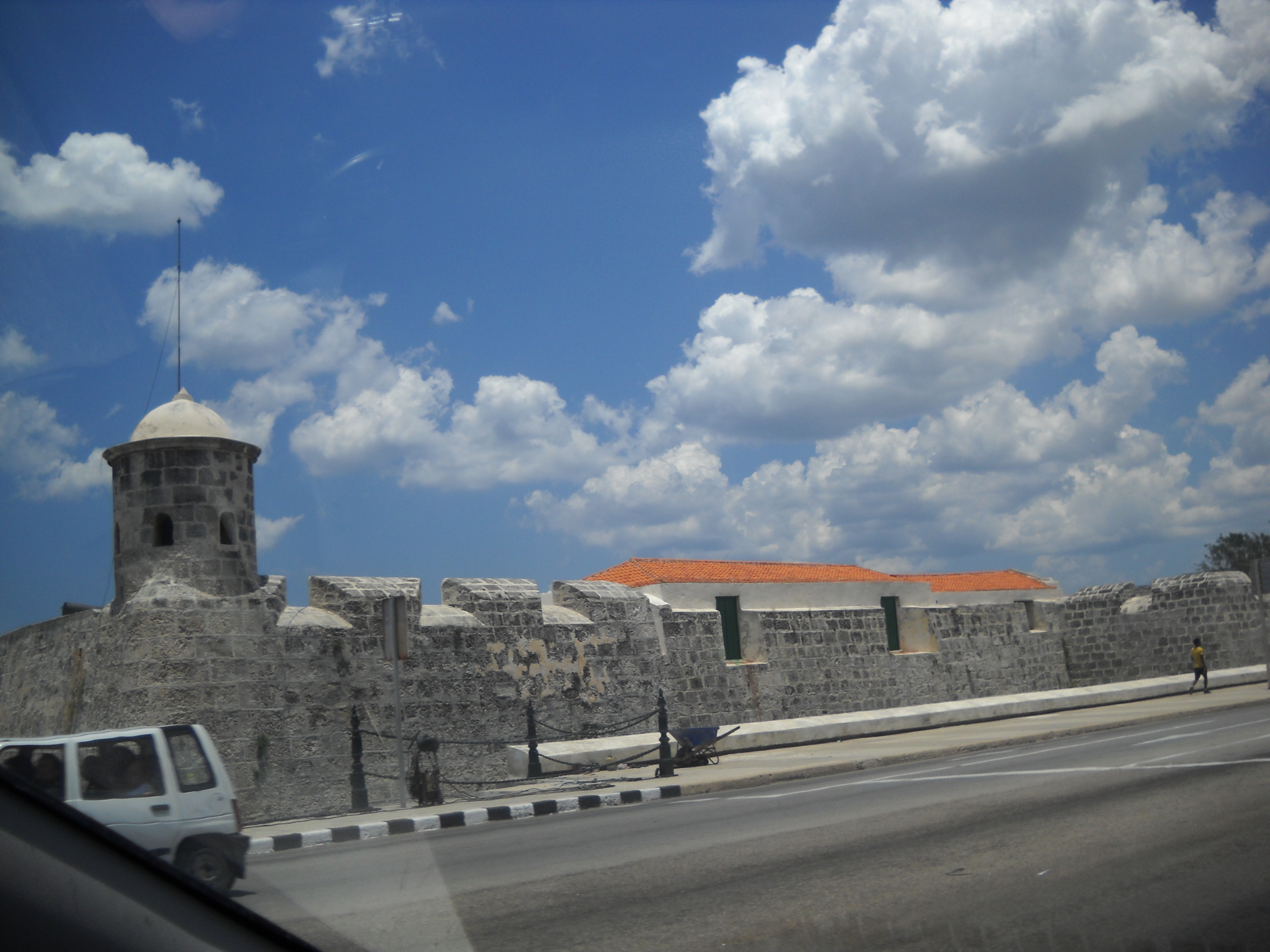
圣萨尔瓦多·德拉蓬塔城堡

圣萨尔瓦多·德拉蓬塔城堡（San Salvador de la Punta Fortress）是古巴哈瓦那一个要塞，与莫罗城堡一同保护哈瓦那湾的入口，为一重要的战略地点。
1582年，西班牙国王菲利普二世深信有必要加强要塞和舰队，下令在美洲几个地方建立堡垒系统，其中心就在哈瓦那。工程由1590年开始。1595年，一场飓风严重破坏堡垒，遂加以更坚固的重建。1630年，该堡垒和莫罗城堡之间的海湾布设了铜链。